# Episodi di Yo-kai Watch (prima stagione)
Questa è la lista degli episodi della prima stagione di Yo-kai Watch, la quale è stata trasmessa originalmente in Giappone dall'8 gennaio 2014 al 3 luglio 2015 per un totale di 76 episodi, mentre in Italia è andata in onda dal 5 aprile 2016 al 25 dicembre 2017 ad eccezione dell'episodio 27. Invece di trasmettere gli episodi 42 e 49 a giugno del 2017 Cartoon Network li ha posticipati in occasione delle festività a loro associate.
Nel corso della trasmissione della versione originale giapponese si sono susseguite diverse sigle. In ordine quelle di apertura sono: Geragerapō no uta (ゲラゲラポーのうた?) (ep. 1-36 e 51), Hatsukoitōge de Geragerapō (初恋峠でゲラゲラポー?) (ep. 38-46, 48-50 e 53-61), Matsuribayashi de Geragerapō (祭り囃子でゲラゲラポー?) (ep. 37-45 e 52-62) e Gerappo Dance Train (ゲラッポ・ダンストレイン?, Gerappo Dansu Torein) (ep. 63-76); tutti i brani sono cantati da King Cream Soda. Invece in chiusura sono stati impiegati: Yo-kai taisō dai-ichi (ようかい体操第一?, Yōkai taisō dai-ichi) delle Dream5 (ep. 1-24), Dan Dan Doobie Zubah! (ダン・ダン ドゥビ・ズバー!?, Dan Dan Dubi Zubā!) di Sergente Kuadro e delle Dream5 (ep. 25-47, 50), Geragerapō Sōkyoku (ゲラゲラポー走曲?) dei Yo-kai King Dream Soda (King Cream Soda, Dream5, Lucky Ikeda e Sergente Kuadro) (ep. 48-49), Diamond Stars☆ (アイドルはウーニャニャの件?, Aidoru wa Ūnyanya no Ken) delle NyaKB (Haruka Shimazaki, Jurina Matsui, Sakura Miyawaki, Rina Kawaei, Yuria Kizaki, Rena Katō e Mako Kojima) e da Pandanoko (Yuko Sasamoto) (ep. 51-67) e Yo-kai taisō dai-ni (ようかい体操第二?, Yōkai taisō dai-ni) delle Dream5 (ep. 68-76).
Nell'edizione italiana invece la sigla d'apertura di tutti gli episodi è Yo-kai Watch di Luigi Alberio mentre quelle di chiusura sono Esercizio Yo-kai #1 di Silvia Pinto e Esercizio Yo-kai #2 di Silvia Pinto e Sergente Kuadro.

## Lista episodi
| Nº | Titolo italiano Giapponese 「Kanji」 - Rōmaji | In onda           | In onda                        |
| Nº | Titolo italiano Giapponese 「Kanji」 - Rōmaji | Giapponese        | Italiano                       |
| 1  | Gli Yo-kai esistono 「妖怪がいる!」 - Yōkai ga Iru!L'incrocio pericoloso 「恐怖の交差点」 - Kyōfu no Kōsaten | 8 gennaio 2014    | 5 aprile 2016                  |
| 2  | Lo Yo-kai acquatico 「超有名なアイツ」 - Chōyūmei na AitsuLa verità fa male 「なんでそれ言っちゃうの!?」 - Nande Sore Itchau no!?Il segreto di Katie 「フミちゃんの憂鬱」 - Fumi-chan no Yūutsu | 15 gennaio 2014   | 12 aprile 2016                 |
| 3  | Lo Yo-kai raro 「レアなアイツ」 - Rea na AitsuYo-kai Canom 「妖怪 じんめん犬」 - Yōkai JinmenkenPier è cambiato! 「てめーもグレるりん!」 - Temē Gurerurin! 「じんめん犬 PART 2」 - Yōkai Jinmenken Part2 | 22 gennaio 2014   | 19 aprile 2016                 |
| 4  | Il medaglium Yo-kai 「妖怪大辞典」 - Yōkai DaijitenYo-kai Nonno Fame 「妖怪 ひも爺」 - Yōkai HimojiiYo-kai Dimenticap 「妖怪 わすれん帽」 - Yōkai Wasurenbō 「じんめん犬 PART 3」 - Jinmenken Part3 | 29 gennaio 2014   | 26 aprile 2016                 |
| 5  | 「じんめん犬 PART 4」 - Jinmenken Part4Yo-kai Illuguroo 「妖怪 まぼ老師」 - Yōkai MaborōshiUn ospite indesiderato 「おはらいしよう!」 - Oharai Shiyō! | 5 febbraio 2014   | 3 maggio 2016                  |
| 6  | 「じんめん犬 PART 5」 - Jinmenken Part5Yo-kai Leofuoco 「妖怪 メラメライオン」 - Yōkai MerameraionYo-kai Negatibuzz 「妖怪 ネガティブーン」 - Yōkai NegatibūnIl pigiama party 「禁断のお泊まり会」 - Kindan no Otomarikai | 19 febbraio 2014  | 10 maggio 2016                 |
| 7  | 「じんめん犬 PART 6」 - Jinmenken Part6Komasan 「コマさんがきた!」 - Komasan ga Kita!Spirito di contraddizione 「妖怪 認MEN」 - Yōkai MitoMEN | 26 febbraio 2014  | 17 maggio 2016                 |
| 8  | 「じんめん犬 PART 7」 - Jinmenken Part7Yo-kai Incontifante 「妖怪 モレゾウ」 - Yōkai MorezōYo-kai Dentrostrello 「妖怪 ヒキコウモリ」 - Yōkai Hikikōmori | 5 marzo 2014      | 24 maggio 2016                 |
| 9  | Komasan in città - Arriva Komajiro! 「コマさん 〜再会編〜（#1）」 - Komasan ~Saikaihen~ (#1)Yo-kai Cicalama 「妖怪 セミまる」 - Yōkai SemimaruJibanyan 2.0 「ロボニャン始動!」 - Robonyan Shidō! | 12 marzo 2014     | 31 maggio 2016                 |
| 10 | Komasan in città - Vita urbana 「コマさん 〜はじめての待ち合わせ編〜（#2）」 - Komasan ~Hajimete no Machiawase-hen~ (#2)Yo-kai Buhu 「妖怪 トホホギス」 - Yōkai TohohogisuLa leggenda di Shogunyan 「レジェンド妖怪! ブシニャン見参!」 - Rejendo Yōkai! Bushinyan Kenzan! | 19 marzo 2014     | 7 giugno 2016                  |
| 11 | Komasan in città - Il tornello! 「コマさん 〜はじめての改札編〜（#3）」 - Komasan ~Hajimete no Kaisatsu-hen~ (#3)Yo-kai Sprek 「妖怪 ムダヅカイ」 - Yōkai MudazukaiYo-kai Nono-no 「妖怪 ムリカベ」 - Yōkai MurikabeCanom - La grande fuga (del cane) - Cattura e liberazione 「予告! アイツが帰ってくる!」 - Yoyaku! Aitsu ga Kaettekuru!                                         | 26 marzo 2014     | 14 giugno 2016                 |
| 12 | Komasan in città - I paraorecchie 「コマさん 〜はじめてのケータイ編〜（#4）」 - Komasan ~Hajimete no Kētai-hen~ (#4)Yo-kai Puzzetto 「妖怪 おならず者」 - Yōkai OnarazumonoCanom - Fuga da cani - Episodio 1 「じんめん犬シーズン2 犬脱走 EPISODE 1」 - Jinmenken Shīzun 2 Inu Dassō Episode1                                                                                      | 4 aprile 2014     | 21 giugno 2016                 |
| 13 | Komasan in città - Fast Food! 「コマさん 〜はじめてのファストフード編〜（#5）」 - Komasan ~Hajimete no Fasuto Fūdo-hen~ (#5)Yo-kai Kiakierenata 「妖怪 口だけおんな」 - Yōkai Kuchidake-onnaGli Yo-kai ballerini 「妖怪 ダンサーズ☆」 - Yōkai DansāzuCanom - Fuga da cani - Episodio 2 「じんめん犬シーズン2 犬脱走 EPISODE 2」 - Jinmenken Shīzun 2 Inu Dassō Episode2            | 11 aprile 2014    | 28 giugno 2016                 |
| 14 | Komasan in città - Il tappeto magico 「コマさん 〜はじめてのタワー編〜（#6）」 - Komasan ~Hajimete no Tawā-hen~ (#6)Yo-kai Teskiant & yo-kai AnnebioCanom - Fuga da cani - Episodio 3 「じんめん犬シーズン2 犬脱走 EPISODE 3」 - Jinmenken Shīzun 2 Inu Dassō Episode3 | 18 aprile 2014    | 13 settembre 2016              |
| 15 | Komasan in città - KJ 「コマさん 〜はじめての夜遊び編〜（#7）」 - Komasan ~Hajimete no Yoasobi-hen~ (#7)Yo-kai Termaiale 「妖怪 のぼせトンマン」 - Yōkai NobosetonmanYo-kai Blablablo 「妖怪 ナガバナ」 - Yōkai NagabanaCanom - Fuga da cani - Episodio 4 「じんめん犬シーズン2 犬脱走 EPISODE 4」 - Jinmenken Shīzun 2 Inu Dassō Episode4                                         | 25 aprile 2014    | 14 settembre 2016              |
| 16 | Yo-kai Farfavigo 「ゴールデンウィークは妖怪がいっぱい!」 - Gōruden Wīku wa Yōkai ga Ippai!Komasan in città - Sei un mito 「コマさん 〜オラのカッコいい兄ちゃん編〜（#8）」 - Komasan ~Ora no Kakkoii Niichan-hen~ (#8)Canom - Fuga da cani - Episodio 5 「じんめん犬シーズン2 犬脱走 EPISODE 5」 - Jinmenken Shīzun 2 Inu Dassō Episode5                                           | 2 maggio 2014     | 15 settembre 2016              |
| 17 | Komasan e la promozione - Episodio 1 「田舎者はバラ色に EPISODE 1」 - Inakamono wa Bara-iro ni Episode 1Yo-kai Scontroserpe 「妖怪 すねスネーク」 - Yōkai SunesunēkuYo-Kai Voladdome 「妖怪 はらおドリ」 - Yōkai Harao-doriCanom - Fuga da cani - Episodio 6 「じんめん犬シーズン2 犬脱走 EPISODE 6」 - Jinmenken Shīzun 2 Inu Dassō Episode6                                      | 9 maggio 2014     | 16 settembre 2016              |
| 18 | Kyubi - Operazione rubacuori 「キュウビのキュンキュン大作戦 〜出会い編〜」 - Kyuubi no Kyunkyun Dai Sakusen 〜Deai-hen〜Yo-kai Koross 「鬼時間」 - Oni JikanKomasan e la promozione - Episodio 2 「田舎者はバラ色に EPISODE 2」 - Inakamono wa Bara-iro ni Episode 2 | 16 maggio 2014    | 19 settembre 2016              |
| 19 | Komasan e la promozione - Episodio 3 「田舎者はバラ色に EPISODE 3」 - Inakamono wa Bara-iro ni Episode 3Yo-kai Baku 「妖怪 バク」 - Yōkai BakuKyubi - Operazione parco dei divertimenti 「キュウビのキュンキュン大作戦 〜遊園地編〜」 - Kyuubi no Kyunkyun Dai Sakusen 〜Yuenchi-hen〜                                                                                             | 23 maggio 2014    | 20 settembre 2016              |
| 20 | La leggenda di Barbonbel 「レジェンド妖怪! イケメン犬!」 - Rejendo Yōkai! Ikemenken!Komasan e la promozione - Episodio 4 「田舎者はバラ色に EPISODE 4」 - Inakamono wa Bara-iro ni Episode 4 | 30 maggio 2014    | 27 settembre 2016              |
| 21 | Yo-kai Fregmen 「妖怪 つづかな僧」 - Yōkai TsuzukanasōYo-kai Insomnia 「妖怪 フゥミン」 - Yōkai FūminKomasan e l'amore - Episodio 1 「恋とポエムとコーヒーと（1杯目）」 - Koi to Poemu to Kōhī to (1 Haime) | 6 giugno 2014     | 4 ottobre 2016                 |
| 22 | Komasan e l'amore - Episodio 2 「恋とポエムとコーヒーと（2杯目）」 - Koi to Poemu to Kōhī to (2 Haime)Yo-kai Ocachu 「妖怪 かぜカモ」 - Yōkai KazekamoYo-kai Ferispalla & Dolorr 「肩がこるってどんな感じ?」 - Kata ga Korutte Donna Kanji? | 13 giugno 2014    | 12 ottobre 2016                |
| 23 | Komasan e l'amore - Episodio 3 「恋とポエムとコーヒーと（3杯目）」 - Koi to Poemu to Kōhī to (3 Haime)Yo-kai Magnalestus 「妖怪 つまみぐいのすけ」 - Yōkai TsumamiguinosukeYo-kai B3-NK1 「妖怪 からくりベンケイ」 - Yōkai Karakuri Benkei | 20 giugno 2014    | 19 ottobre 2016                |
| 24 | Komasan e l'amore - Episodio 4 「恋とポエムとコーヒーと（4杯目）」 - Koi to Poemu to Kōhī to (4 Haime)Yo-kai Tenguleggon 「妖怪 ネクラマテング」 - Yōkai NekuramatenguL'originale 「ホンモノ登場!」 - Honmono Tōjō! | 27 giugno 2014    | 25 ottobre 2016                |
| 25 | La vera storia di Jibanyan 「ジバニャンの秘密」 - Jibanyan no Himitsu | 4 luglio 2014     | 10 ottobre 2016                |
| 26 | Yo-kai Trespy 「妖怪 さとりちゃん」 - Yōkai Satori-chanYo-kai Uccelladro 「妖怪 ヨコドリ」 - Yōkai YokodoriKomasan e l'amore - Episodio 5 「恋とポエムとコーヒーと（5杯目）」 - Koi to Poemu to Kōhī to (5 Haime) | 11 luglio 2014    | 8 novembre 2016                |
| 27 | 「新型妖怪ウォッチを手に入れろ」 - Shingata Yōkai Wotchi o Te ni Irero – "Il nuovo Yo-kai Watch"「正しい箱の開け方」 - Tadashii Hako no Akekata – "L'ordinazione del nuovo Yo-kai Watch" | 18 luglio 2014    | inedito                        |
| 28 | Gli Yo-kai classici 「出たぞ古典妖怪!」 - Detazo Koten Yōkai!Caccia agli Yo-kai 「おはらいリターンズ」 - Oharai RitānzuChi è il più tosto? 「古典妖怪ってすごいの?」 - Koten Yōkai tte Sugoi no? | 25 luglio 2014    | 27 marzo 2017                  |
| 29 | Valdoro Five-Yo - Primo giorno in polizia 「太陽にほえるズラ! 第1話「人質」」 - Taiyō ni Hoeru Zura! Dai 1-wa `Hitojichi'Yo-kai Sudon-Sudon 「妖怪 あせっか鬼」 - Yōkai AsekkakiYo-kai Debombrello 「妖怪 さかさっ傘」 - Yōkai Sakasakkasa | 1º agosto 2014    | 28 marzo 2017                  |
| 30 | Valdoro Five-Yo - Il riscatto 「太陽にほえるズラ! 第2話「誘拐」」 - Taiyō ni Hoeru Zura! Dai 2-wa `Yūkai'Yo-kai Padezoma 「妖怪 ぶようじん坊」 - Yōkai BuyōjinbōYo-kai Falskus 「妖怪 一旦ゴメン」 - Yōkai Ittangomen | 8 agosto 2014     | 29 marzo 2017                  |
| 31 | Verso lo Yo-kai West! 「妖怪西遊記」 - Yōkai Saiyūki | 15 agosto 2014    | 30 marzo 2017                  |
| 32 | Valdoro Five-Yo - L'interrogatorio 「太陽にほえるズラ! 第3話「取り調べ室」」 - Taiyō ni Hoeru Zura! Dai 3-wa `Torishirabe-Shitsu'Yo-kai Leoforte 「妖怪 万尾獅子」 - Yōkai Man'ojishiTecniche di conquista 「イケてる妖怪対決!」 - Iketeru Yōkai Taiketsu! | 22 agosto 2014    | 31 marzo 2017                  |
| 33 | Valdoro Five-Yo - L'appostamento 「太陽にほえるズラ! 第4話「張り込み」」 - Taiyō ni Hoeru Zura! Dai 4-wa `Harikomi'Yo-kai Irritavo 「妖怪 じがじぃさん」 - Yōkai JigajīsanIl vero Kappa 「ホンモノはどっちだ!?」 - Honmono wa Dotchi da!? | 29 agosto 2014    | 3 aprile 2017                  |
| 34 | Valdoro Five-Yo - Il travestimento 「太陽にほえるズラ! 第5話「尾行」」 - Taiyō ni Hoeru Zura! Dai 5-wa `Bikō'Yo-kai Fatù 「妖怪 ひとまか仙人」 - Yōkai HitomakasenninYo-kai Farfanima 「妖怪 ぜっこう蝶」 - Yōkai Zekkōchō | 5 settembre 2014  | 4 aprile 2017                  |
| 35 | Valdoro Five-Yo - Allarme bomba (prima parte) 「太陽にほえるズラ! 第6話「SP」」 - Taiyō ni Hoeru Zura! Dai 6-wa `SP'Titanic dei Caraibi 「妖怪タイタニック」 - Yōkai TaitanikkuYo-kai Torcirana 「妖怪 ねちがえる」 - Yōkai Nechigaeru | 12 settembre 2014 | 5 aprile 2017                  |
| 36 | Valdoro Five-Yo - Allarme bomba (seconda parte) 「太陽にほえるズラ! 第7話「爆弾処理」」 - Taiyō ni Hoeru Zura! Dai 7-wa `Bakudan Shori'Serg. Kuadro 「妖怪 ブリー隊長」 - Yōkai Burī-taichōYo-kai Anguillahah 「妖怪 笑ウツボ」 - Yōkai Warautsubo | 19 settembre 2014 | 6 aprile 2017                  |
| 37 | Fitno-fallimento 「運動会は妖怪がいっぱい!」 - Undōkai wa Yōkai ga Ippai!Valdoro Five-Yo - Il gran finale 「太陽にほえるズラ! 最終話「殉職」」 - Taiyō ni Hoeru Zura! Saishū-Banashi `Junshoku'Pausa pranzo Gourmet: anteprima 「給食のグルメ 予告」 - Kyūshoku no Gurume Yokoku                                                                                                   | 26 settembre 2014 | 7 aprile 2017                  |
| 38 | Guerre dolciarie 「ぼくらの300円戦争」 - Bokura no 300-en SensōYo-kai Kumandi 「カンペキ執事妖怪 セバスチャン」 - Kanpeki Shitsuji Yōkai SebasuchanPausa pranzo Gourmet - Episodio 1: lo stufato! 「給食のグルメ 第1話「カレーライス」」 - Kyūshoku no Gurume dai 1-wa `Karēraisu'                                                                                                 | 3 ottobre 2014    | 31 maggio 2017                 |
| 39 | Pausa pranzo Gourmet - Episodio 2: il budino! 「給食のグルメ 第2話「プリン」」 - Kyūshoku no Gurume dai 2-wa `Purin'Yo-kai Bugisco 「妖怪 U.S.O.」 - Yōkai U. S. O.Yo-kai Rovinella 「妖怪 ネタバレリーナ」 - Yōkai Netabarerīna | 10 ottobre 2014   | 1º giugno 2017                 |
| 40 | La Top 10 degli Yo-kai 「妖怪・ベストテン」 - Yōkai Besuto TenYo-kai Conte Zapula 「妖怪 りもこんかくし」 - Yōkai RimokonkakushiPausa pranzo Gourmet - Episodio 3: la frittella! 「給食のグルメ 第3話「揚げパン」」 - Kyūshoku no Gurume dai 3-wa `Agepan' | 17 ottobre 2014   | 2 giugno 2017                  |
| 41 | Pausa pranzo Gourmet - Episodio 4: pollo fritto! 「給食のグルメ 第4話「唐揚げ」」 - Kyūshoku no Gurume dai 4-wa `Karaage'Yo-kai Carnino 「妖怪 キュン太郎」 - Yōkai KyuntarōYo-kai Prestamme 「妖怪 かりパックン」 - Yōkai Karipakkun | 24 ottobre 2014   | 5 giugno 2017                  |
| 42 | Horror di Dracunyan 「ガブニャンハザード」 - Dracunyan Hazādo | 31 ottobre 2014   | 5 ottobre 2017                 |
| 43 | Professor Vacant e il palazzo misterioso 「レンコン教授と不思議な館」 - Renkon-kyōju to Fushigi na Yakata | 7 novembre 2014   | 6 giugno 2017                  |
| 44 | A spasso con il Prof. Sgarbatto - Lezione 1: L'ora di dare una lezione / Gioventù ribelle / Il monello Dentrostrello 「3年Y組ニャンパチ先生 第一話」 - 3-Nen Y-gumi Nyanpachi Sensei Dai-Ichi-WaYo-kai Pupomimo 「妖怪 モノマネキン」 - Yōkai MonomanekinYo-kai Dinaso 「妖怪 ハナホ人」 - Yōkai Hanahojin                                                                         | 14 novembre 2014  | 7 giugno 2017                  |
| 45 | A spasso con il Prof. Sgarbatto - Lezione 2: Guai in vista / Notizie succose / Maniere forti 「3年Y組ニャンパチ先生 第二話」 - 3-Nen Y-gumi Nyanpachi Sensei Dai-NiwaOgni raffreddore ha il suo Spinyan 「風邪とともにトゲニャン」 - Kaze to Tomoni TogenyanYo-kai Sabbio 「妖怪 砂夫」 - Yōkai Sunao                                                                              | 21 novembre 2014  | 8 giugno 2017                  |
| 46 | A spasso con il Prof. Sgarbatto - Lezione 3: Caffè freddo / Ammiratore indiscreto / Un altro ammiratore indiscreto / Kiwinyan 「3年Y組ニャンパチ先生 第三話」 - 3-Nen Y-gumi Nyanpachi Sensei Dai Shi-WaYo-kai Povereroe 「妖怪 お金ナイダー」 - Yōkai Okane NaidāLa leggenda di Professorso 「レジェンド妖怪 うんちく魔」 - Rejendo Yōkai Unchiku ma                              | 28 novembre 2014  | 9 giugno 2017                  |
| 47 | Yo-kai Tontolin 「妖怪軍師 ウィスベェ」 - Yōkai Gunshi Wisubē | 12 dicembre 2014  | 12 giugno 2017                 |
| 48 | A spasso con il Prof. Sgarbatto - Lezione 4: Ti sei dimenticap dell'esame? / Scuola di monelli / Melonyan 「3年Y組ニャンパチ先生 第四話」 - San-nen Wai-gumi Nyanpachi-sensei Dai Shi-WaLo Yo-kai Pad smarrito 「消えた妖怪パッド」 - Kieta Yōkai PaddoLe pagelle Yo-kai 「妖怪も通信簿!」 - Yōkai mo Tsūshinbo!                                                                   | 19 dicembre 2014  | 13 giugno 2017                 |
| 49 | 「クリスマスは妖怪がいっぱい!」 - Kurisumasu wa Yōkai ga Ippai! – "Mostri a natale"Babbo Koma-Tale 「今年のサンタはコマサンタ」 - Kotoshi no Santa wa Komasanta「妖怪 サンタク老師」 - Yōkai Santakurōshi – "Yo-kai natale" | 19 dicembre 2014  | inedito25 dicembre 2017inedito |
| 50 | A spasso con il Prof. Sgarbatto - Lezione 5: Diploma / Uvanyan / Professore in trappola 「3年Y組ニャンパチ先生 第五話」 - 3-Nen Y-gumi Nyanpachi Sensei Dai Shi-WaLa guerra delle pulizie 「天野家 大掃除の乱!」 - Amano-ka Daisōji no Ran!La vendetta di Velenotto - La ricerca 「さすらいのオロチ 第一幕「赤い最強妖怪」」 - Sasurai no Orochi Dai-Ichi-Maku `Akai Saikyō Yōkai' | 26 dicembre 2014  | 14 giugno 2017                 |
| 51 | La vendetta di Velenotto - Il campo nemico 「さすらいのオロチ 第二幕「恐怖のアジト」」 - Sasurai no Orochi Dai-Ni-Maku `Kyōfu no Ajito'Yo-kai Pandanoko 「妖怪 ツチノコパンダ」 - Yōkai Tsuchinoko PandaYo-kai Katanoh 「妖怪 ダラケ刀」 - Yōkai Daraketō | 9 gennaio 2015    | 15 giugno 2017                 |
| 52 | La vendetta di Velenotto - L'esercito del Mal 「さすらいのオロチ 第三幕「地獄の軍団」」 - Sasurai no Orochi Dai-San-Maku `Jigoku no Gundan'Yo-kai Pioggianna / Ray Lux 「妖怪 雨女と晴れ男」 - Yōkai Ameonna to HareotokoYo-kai Mutavisia 「妖怪 つらがわり」 - Yōkai Tsuragawari                                                                                                  | 16 gennaio 2015   | 16 giugno 2017                 |
| 53 | La vendetta di Velenotto - Felimonio 「さすらいのオロチ 最終幕「絶望の真実」」 - Sasurai no Orochi Saishū Maku `Zetsubō no Shinjitsu'Yo-kai Terrio 「妖怪 だいだらぼっち」 - Yōkai Daidarabotchi | 23 gennaio 2015   | 21 agosto 2017                 |
| 54 | Il teatro dei sogni - Atto I 「妖怪むかし話 〜かぐや姫〜（#1）」 - Yōkai Mukashibanashi 〜Kaguya-hime〜 (#1)Yo-kai Tuttosso 「妖怪 ガシャどくろ」 - Yōkai GachadokuroYo-kai Pelovunque 「妖怪 ふさふさん」 - Yōkai Fusafusan | 30 gennaio 2015   | 22 agosto 2017                 |
| 55 | Il teatro dei sogni - Atto II 「妖怪むかし話 〜桃太郎〜（#2）」 - Yōkai Mukashibanashi 〜Momotarō〜 (#2)I cioccolatini della colpa 「バレンタイン新時代」 - Barentain Shin Jidai | 6 febbraio 2015   | 23 agosto 2017                 |
| 56 | Il teatro dei sogni - Atto III 「妖怪むかし話 〜ツルのおんがえし〜（#3）」 - Yōkai Mukashibanashi 〜Tsuru no Ongaeshi〜 (#3)Yo-kai Ovojo 「妖怪 うらやましろう」 - Yōkai UrayamashirōYo-kai Fre-D 「妖怪 さむガリ」 - Yōkai Samugari | 13 febbraio 2015  | 24 agosto 2017                 |
| 57 | Il teatro dei sogni - Atto IV 「妖怪むかし話 〜浦島太郎〜（#4）」 - Yōkai Mukashibanashi 〜Urashima Tarō〜 (#4)Yo-kai Fixi 「妖怪 ボー坊」 - Yōkai BōbōYo-kai Ankorat 「妖怪 大後悔船長」 - Yōkai Dai Kōkai Senchō | 20 febbraio 2015  | 25 agosto 2017                 |
| 58 | Yo-kai Aladron 「妖怪 泥ボックン」 - Yōkai DorobokkunYo-kai Leccatino 「妖怪 あかなめ」 - Yōkai AkanameKapitan Komasan 「結成! コマさん探検隊!（序章）」 - Kessei! Komasan Tankentai! (Joshō) | 27 febbraio 2015  | 28 agosto 2017                 |
| 59 | 「金妖スペシャル!コマさん探検隊!（#1)」 - Kin'yō Supesharu! Komasan Tanken-tai! (#1)Yo-kai Mastro Kuoko 「妖怪 おでんじん」 - Yōkai OdenjinYo-kai Suspicion 「妖怪 ぎしんあん鬼」 - Yōkai Gishinanki | 6 marzo 2015      | 29 agosto 2017                 |
| 60 | 「金妖スペシャル!コマさん探検隊!（#2）」 - Kin'yō Supesharu! Komasan Tanken-tai! (#2)La spaventosa storia di ChiusellaYo-kai Bosserpente 「妖怪 しきるん蛇」 - Yōkai Shikirunja | 13 marzo 2015     | 30 agosto 2017                 |
| 61 | 「金妖スペシャル!コマさん探検隊!（#3）」 - Kin'yō Supesharu! Komasan Tanken-tai! (#3)Yo-kai Resistofante 「妖怪 ガマンモス」 - Yōkai GamanmosuYo-kai Svejo 「妖怪 TETSUYA」 - Yōkai TETSUYA | 20 marzo 2015     | 31 agosto 2017                 |
| 62 | 「金妖スペシャル!コマさん探検隊!（#4）」 - Kin'yō Supesharu! Komasan Tanken-tai! (#4)Una squadra di codardi 「戦え!妖怪ウォッチバスターズ!」 - Tatakae! Yōkai Wotchi BasutāzuYo-kai Quadaspy 「妖怪 よつめ」 - Yōkai Yotsume | 27 marzo 2015     | 1º settembre 2017              |
| 63 | 「金妖スペシャル!コマさん探検隊!（#5）」 - Kin'yō Supesharu! Komasan Tanken-tai! (#5)Il pesce d'aprile 「妖怪エイプリルフール」 - Yōkai Eipuriru FūruYo-kai Homblu 「妖怪 なまはげ」 - Yōkai Namahage | 3 aprile 2015     | 2 ottobre 2017                 |
| 64 | 「金妖スペシャル!コマさん探検隊!（#6）」 - Kin'yō Supesharu! Komasan Tanken-tai! (#6)Yo-kai Fratosto 「妖怪 アニ鬼」 - Yōkai AnikiYo-kai Scioccap 「妖怪 ばか頭巾」 - Yōkai Bakazukin | 10 aprile 2015    | 3 ottobre 2017                 |
| 65 | 「金妖スペシャル!コマさん探検隊! 最終回（#7）」 - Kin'yō Supesharu! Komasan Tanken-tai! Saishūkai (#7)Il latte acido 「伝説の牛乳ぞうきん」 - Densetsu no Gyūnyū Zōkin | 17 aprile 2015    | 4 ottobre 2017                 |
| 66 | Nervoso Gnomino 「神経質なざしきわらし（#1）」 - Shinkeishitsuna Zashiki Warashi (#1)Yo-kai Rubaris 「妖怪 わらえ姉」 - Yōkai WaraeneeVita da cani 「犬時間」 - Inu Jikan | 24 aprile 2015    | 4 novembre 2017                |
| 67 | Gnumerous Gnomey 「ミリタリーなざしきわらし（#2）」 - Miritarīna Zashiki Warashi (#2)Il valletto Yo-kai di Katie 「ご主人様はフミちゃん」 - Goshujin-sama wa Fumi-chan | 1º maggio 2015    | 4 novembre 2017                |
| 68 | Super Gnomino 「どんな時も命がけのざしきわらし（#3）」 - Donna Toki mo Inochigake no Zashiki Warashi (#3)Yo-kai Negasus 「妖怪 魔ガサス」 - Yōkai MagasasuIl falso Nathan 「にせケータあらわる!」 - Nise Kēta Arawaru! | 8 maggio 2015     | 11 novembre 2017               |
| 69 | Il primo incarico 「新人のざしきわらし（#4）」 - Shinjin no Zashiki Warashi (#4)Yo-kai Favorio 「妖怪 えこひい鬼」 - Yōkai EkohiikiYo-kai Rugada 「妖怪 しわくちゃん」 - Yōkai Shiwaku-chan | 15 maggio 2015    | 11 novembre 2017               |
| 70 | Il nuovo Gnomino di casa 「新人のざしきわらし 受験編（#5）」 - Shinjin no Zashiki Warashi Juken-hen (#5)Yo-kai Risvidiosa 「妖怪 うらや飯」 - Yōkai UrayameshiGli insaziabili! 「ヒキコウモリのヒミツ」 - Hikikōmori no Himitsu | 22 maggio 2015    | 18 novembre 2017               |
| 71 | Gnomino cupido 「新人のざしきわらし 恋愛編（#6）」 - Shinjin no Zashiki Warashi Ren'ai-hen (#6)Una vacanza Yo-kai! 「きょうは妖怪ホリデー!」 - Kyō wa Yōkai Horidē!Ai confini della spaventosità 「こわいライトゾーン 〜白い恐怖〜」 - Kowai Raitozōn 〜Shiroi Kyōfu〜 | 29 maggio 2015    | 18 novembre 2017               |
| 72 | Yo-kai Avodus 「妖怪ドケチング」 - Yōkai DokechinguYo-kai Inchimino 「妖怪あやまり倒し」 - Yōkai AyamaritaoshiYo-kai Carperso 「妖怪迷い車」 - Yōkai Mayoiguruma | 5 giugno 2015     | 25 novembre 2017               |
| 73 | Yo-kai Sforbiroso 「妖怪ムカムカデ」 - Yōkai MukamukadeYo-kai Serena 「妖怪にんぎょ」 - Yōkai NingyoYo-kai Sanguinasio 「妖怪たらりん」 - Yōkai Tararin | 12 giugno 2015    | 25 novembre 2017               |
| 74 | C'è sempre una prima volta per la gente di campagna! - Il negozio di elettronica 「コマさんといく ～はじめての家電量販店～」 - Komasan to Iku ~Hajimete no Kaden Ryōhan-ten~Un robot per amico 「クロがきた！」 - Kuro ga Kita!Robonyan... F! 「ロボニャンF型あらわる！」 - Robonyan Efu-gata Arawaru!                                                                             | 19 giugno 2015    | 2 dicembre 2017                |
| 75 | C'è sempre una prima volta per la gente di campagna! - Il ristorante di Ramen 「コマさんといく ～はじめてのラーメン屋さん～」 - Komasan to Iku ~Hajimete no Rāmen-yasan~Yo-kai Disabilitantis 「妖怪トーシロザメ」 - Yōkai TōshirozameYo-kai Zardo 「妖怪しょうブシ」 - Yōkai Shōbushi                                                                                             | 26 giugno 2015    | 2 dicembre 2017                |
| 76 | C'è sempre una prima volta per la gente di campagna! - La palestra 「コマさんといく ～はじめてのスポーツジム～」 - Komasan to Iku ~Hajimete no Supōtsu Jimu~Yo-kai Rumbo 「妖怪爆音ならし」 - Yōkai BakuonnarashiLa giornata dei Padezoma 「ぶようじんサマーフェス」 - Buyōjin Samā Fesu                                                                                           | 3 luglio 2015     | 9 dicembre 2017                |

## Home video

### Giappone
Gli episodi della prima stagione di Yo-kai Watch sono stati pubblicati per il mercato home video nipponico in edizione DVD dal 28 maggio 2014 al 24 febbraio 2016.
In tale edizione sono stati inclusi anche gli episodi che vanno dal numero 77 al 94, originariamente appartenenti alla seconda stagione.
| N° | Data              | Episodi | Fonte |
| -- | ----------------- | ------- | ----- |
| 1  | 28 maggio 2014    | 1-5     | [ 3 ] |
| 2  | 25 giugno 2014    | 6-9     | [ 3 ] |
| 3  | 30 luglio 2014    | 10-13   | [ 3 ] |
| 4  | 27 gennaio 2016   | 14-17   | [ 3 ] |
| 5  | 24 settembre 2014 | 18-21   | [ 3 ] |
| 6  | 29 ottobre 2014   | 22-25   | [ 3 ] |
| 7  | 26 novembre 2014  | 26-29   | [ 3 ] |
| 8  | 19 dicembre 2014  | 30-33   | [ 3 ] |
| 9  | 28 gennaio 2015   | 34-37   | [ 3 ] |
| 10 | 25 febbraio 2015  | 38-41   | [ 3 ] |
| 11 | 25 marzo 2015     | 42-45   | [ 3 ] |
| 12 | 29 aprile 2015    | 46-49   | [ 3 ] |
| 13 | 27 maggio 2015    | 50-53   | [ 3 ] |
| 14 | 24 luglio 2015    | 54-57   | [ 3 ] |
| 15 | 26 agosto 2015    | 58-62   | [ 3 ] |
| 16 | 25 settembre 2015 | 63-66   | [ 3 ] |
| 17 | 28 ottobre 2015   | 67-70   | [ 3 ] |
| 18 | 25 novembre 2015  | 71-74   | [ 3 ] |
| 19 | 18 dicembre 2015  | 75-78   | [ 3 ] |
| 20 | 18 dicembre 2015  | 79-82   | [ 3 ] |
| 21 | 27 gennaio 2016   | 83-86   | [ 3 ] |
| 22 | 24 febbraio 2016  | 87-90   | [ 3 ] |
| 23 | 24 febbraio 2016  | 91-94   | [ 3 ] |

### Italia
I diritti per la distribuzione in DVD di Yo-kai Watch sono di Fivestore che ha pubblicato i primi 26 episodi nel 2017.
| N° | Data           | Episodi | Fonte |
| -- | -------------- | ------- | ----- |
| 1  | 30 marzo 2017  | 1-5     | [ 4 ] |
| 2  | 6 aprile 2017  | 6-10    | [ 4 ] |
| 3  | 13 aprile 2017 | 11-14   | [ 4 ] |
| 4  | 20 aprile 2017 | 15-18   | [ 4 ] |
| 5  | 27 aprile 2017 | 19-22   | [ 4 ] |
| 6  | 4 maggio 2017  | 23-26   | [ 4 ] |